# Border Security Force
Maillots
Le Border Security Force Sporting Club (en pendjabi : ਬਾਰਡਰ ਸਿਕਿਓਰਿਟੀ ਫੋਰਸ ਸਪੋਰਟਿੰਗ ਕਲੱਬ, et en hindi : सीमा सुरक्षा बल स्पोर्टिंग क्लब), plus couramment abrégé en Border Security Force, est un club indien de football fondé en 1966 et basé dans la ville de Jalandhar, dans l'État du Pendjab.

## Histoire
Il a pris part au championnat de première division durant une seule saison, en 1999-2000, qu'il termine à la 11e et avant-dernière place, et est donc relégué à l'issue de la compétition.
Le club a atteint à deux reprises la finale de la Coupe d'Inde, avec un succès en 1979.

## Palmarès
| Compétitions nationales                                      |
| ------------------------------------------------------------ |
| - Coupe d'Inde (1) : - Vainqueur : 1979. - Finaliste : 1988. |